# 2014年冬季奧林匹克運動會斯洛維尼亞代表團
2014年冬季奧林匹克運動會斯洛維尼亞代表團是斯洛維尼亞派出的2014年冬季奧林匹克運動會代表團，共有66名運動員參與八項目賽事。

## 獎牌
| 隊伍       | 金牌 | 銀牌 | 銅牌 | 總數 |
| 斯洛維尼亞 | 2    | 2    | 4    | 8    |

## 外部連結
- Slovenia at the 2014 Winter Olympics（页面存档备份，存于）